# Kościół Narodzenia Najświętszej Maryi Panny w Siedliskach-Boguszy
Kościół Narodzenia Najświętszej Maryi Panny – zabytkowy rzymskokatolicki kościół parafialny, znajdujący się w Siedliskach-Boguszy. Został wpisany do rejestru zabytków.

## Historia
Poprzedni kościół, fundacji Zofii Kowalewskiej i Wojciecha Oświęcimia, wybudowany został w 1614 i przetrwał do 1907 roku. Obecna świątynia została wybudowana w latach 1908–1912, według projektu Adolfa (lub Alfreda) Zajączkowskiego. Pracami kierował Jan Sas-Zubrzycki, któremu nowy proboszcz, ks. Pałka, zezwolił na wprowadzanie do projektu zmian.

## Architektura
Kościół jest bazylikowy, orientowany, trzynawowy z transeptem oraz zamkniętym trójbocznie prezbiterium. Na dachu świątyni umieszczono sygnaturkę. Budowla nakryta jest sklepieniem krzyżowo-żebrowym.
Do nawy głównej od zachodu przylega trzykondygnacyjna, 56-metrowa wieża, zwieńczona gotyckim ośmiokątnym dachem hełmowym. W dolnej kondygnacji znajduje się kamienny portal i wysokie, ostrołukowe okno. W drugiej kondygnacji znajdują się trzy otwory okienne i fryz arkadowy. Trzecia kondygnacja zwieńczona jest czterema narożnymi wieżyczkami, posiada duży gotycki otwór dzwonniczy oraz cztery zegary w kamiennych obramieniach.
W wejściu do transeptu zastosowano element architektoniczny zwany serlianą – zwieńczony łukiem otwór w ścianie, oflankowany dwoma mniejszymi prostokątnymi otworami.

## Wystrój i wyposażenie
We wnętrzu znajdują się cztery ołtarze. Neogotycki ołtarz główny z obrazem Matki Bożej z Dzieciątkiem datowany jest na drugą połowę XVII wieku. Polichromię, zaprojektowaną przez F. Śnieżkę, wykonano w 1949 r. Autorem projektów większości witraży był Stefan Matejko.

## Galeria

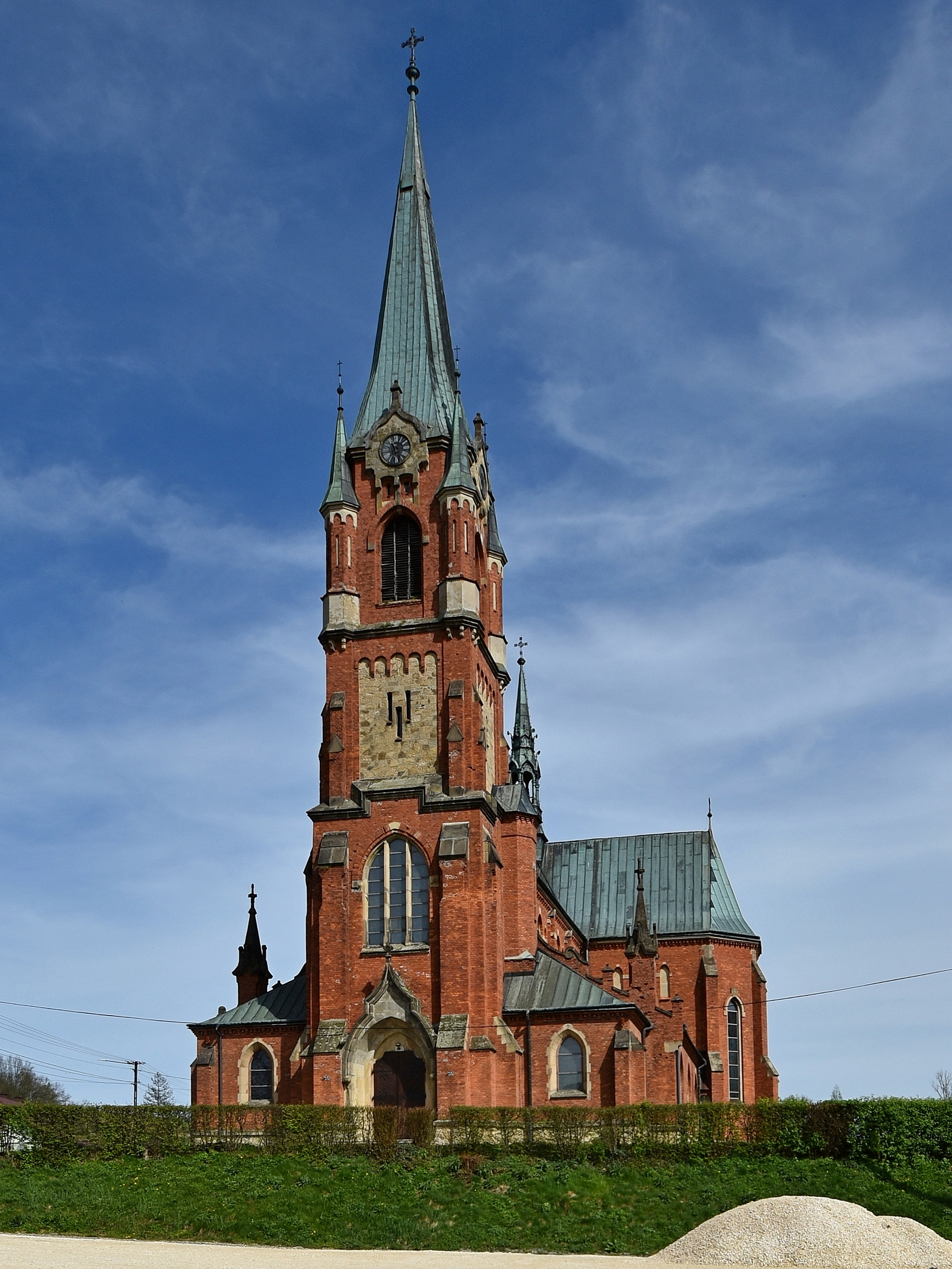
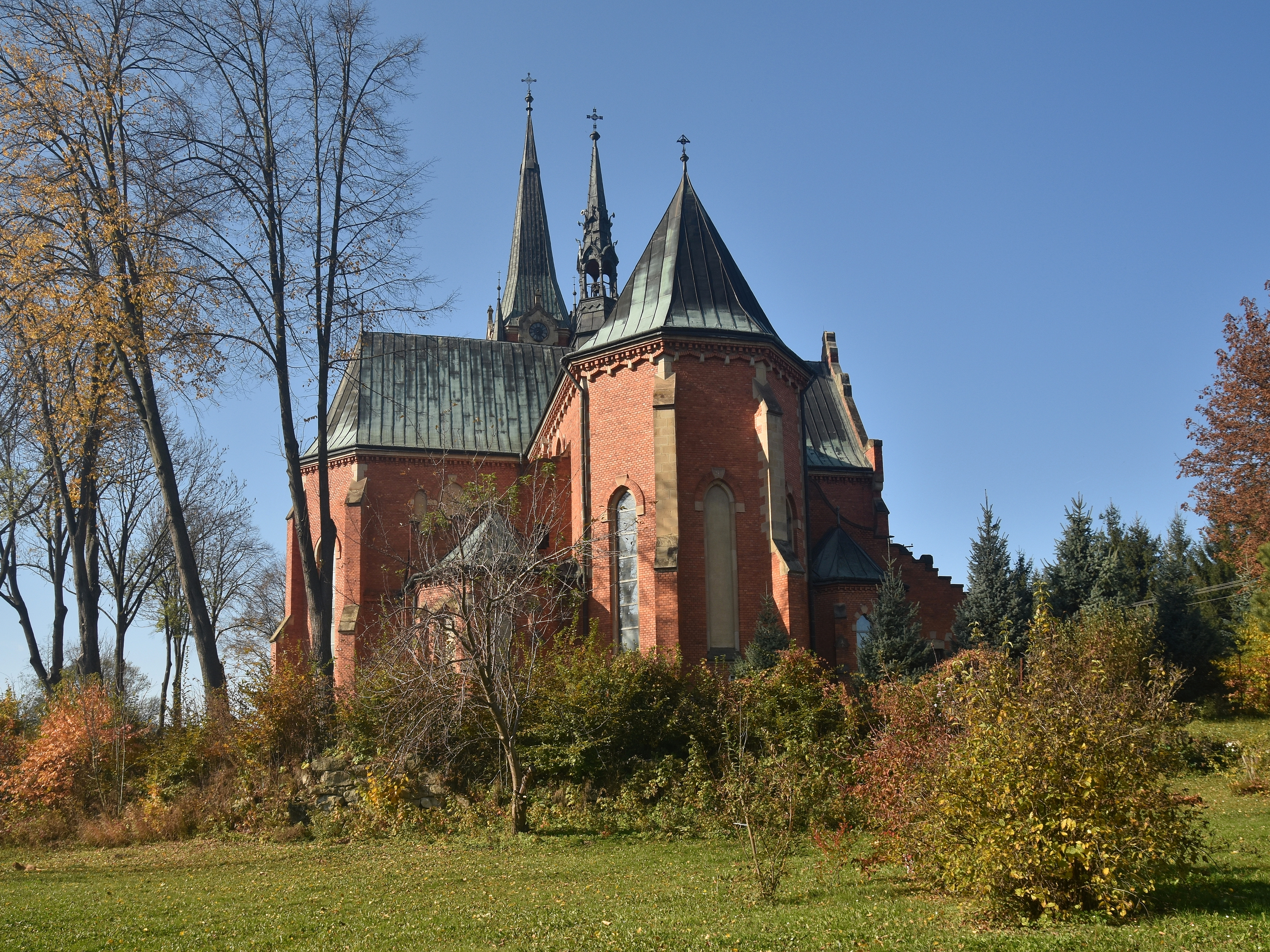
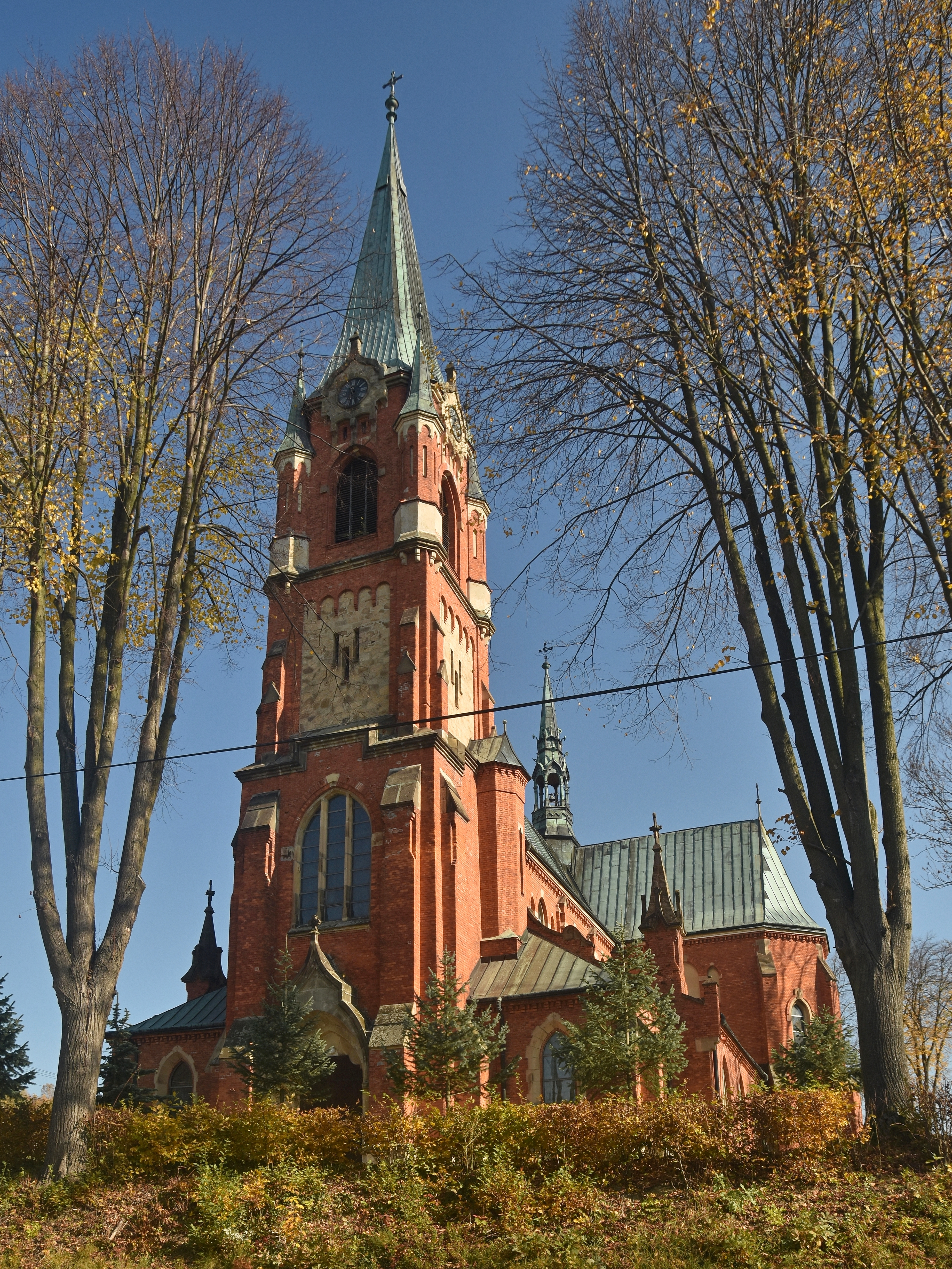